# Willanzheim
Willanzheim è un comune tedesco di 1 594 abitanti, situato nel land della Baviera.